# チュレリア

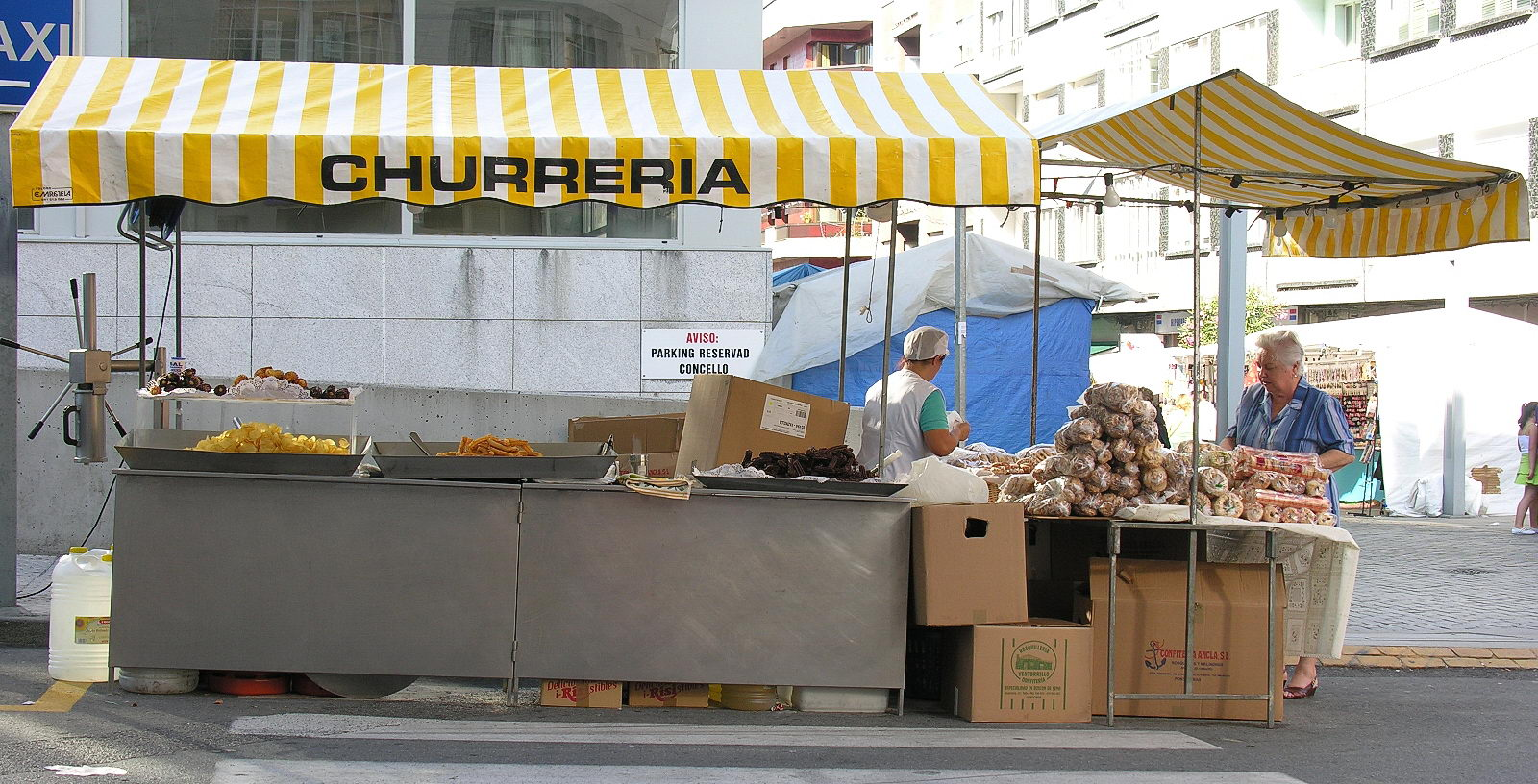
屋台形式のチュレリア（ボイロ）

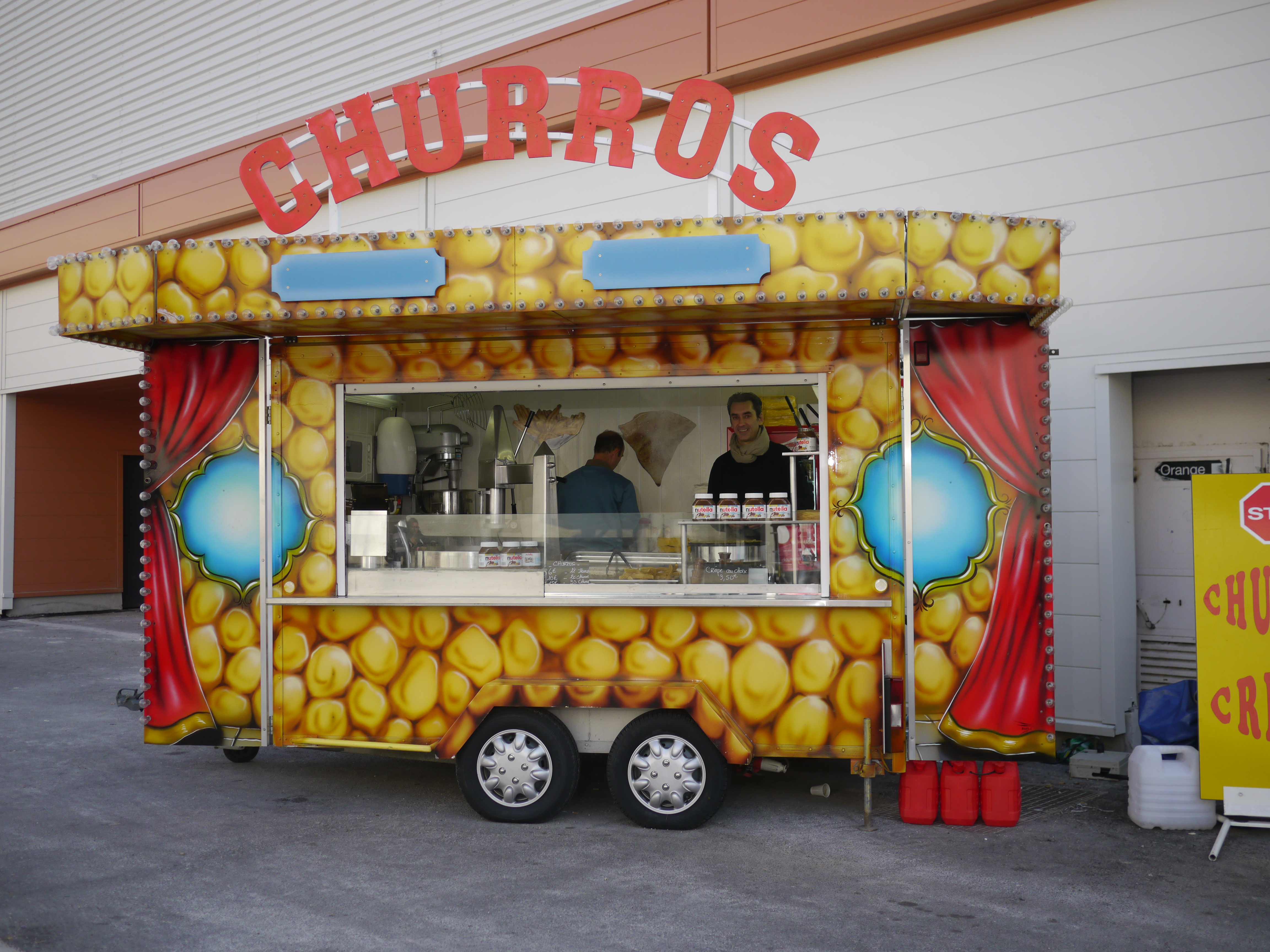
移動式屋台のチュレリア（Japan Expo Sud2012にて）

チュレリア（スペイン語: churrería）は、スペインにみられる飲食店で、チュロスとホットチョコレートの専門店である。
17世紀以前から存在する営業形態である。
スペインではチョコレート文化が日常生活に根付いており、チョコレート消費量の約4割がチョコレート飲料である。また、スペインで最も好まれているチョコレートが「チョコラテ・コン・チュロス」と呼ばれる食し方であり、「チュロスを食べながら飲むチョコレート」の意である。
チュレリアは、チュロスとホットチョコレートの専門店であり、スペイン人にとって無くてはならない食文化の一つとなっている。
チュロスは朝食の定番でもあるため、早朝から賑わっており、ランチタイムや夕食前のコーヒータイムも引き続き賑わう。長さ20センチメートルほどのチュロスを5本から10本ほど飲み物と共に食する。チュロスは何もつけずに食される他、砂糖をまぶす、ホットチョコレートやカフェオレに浸すといった食べ方もされる。